# Karl Klüpfel
Karl Klüpfel (* 11. April 1878; † 1962) war ein deutscher Konteradmiral der Reichsmarine.

## Leben
Karl Klüpfel trat am 7. April 1897 in die Kaiserliche Marine ein. Als Seekadett (Ernennung am 27. April 1898) war er 1899 auf der Moltke. 1904 war er als Oberleutnant zur See (Beförderung am 15. April 1902) auf der Möwe. Am 27. April 1907 wurde er zum Kapitänleutnant befördert und war im gleichen Jahr auf der Prinz Adalbert, wo er 1908 Navigationsoffizier war. Im darauffolgenden Jahr war er in gleicher Position auf der Württemberg. 1910 war er an die Marineakademie in Kiel kommandiert, blieb später in Kiel und kam zur I. Werftdivision. 1911 war er erneut an die Marineakademie kommandiert und war mit dem Roten Adlerorden 4. Klasse und dem Kaiserlich Türkischen Osmanié-Orden 4. Klasse ausgezeichnet worden.
Am 22. März 1914 wurde er zum Korvettenkapitän befördert. Später diente er als Navigationsoffizier erst auf der Preußen und dann auf der Deutschland. Bis Mai 1917 war er Erster Offizier auf der Deutschland und zugleich Navigationsoffizier beim II. Geschwader. Bis Kriegsende war er II. und I. Admiralstabsoffizier bei der Marinestation der Nordsee.

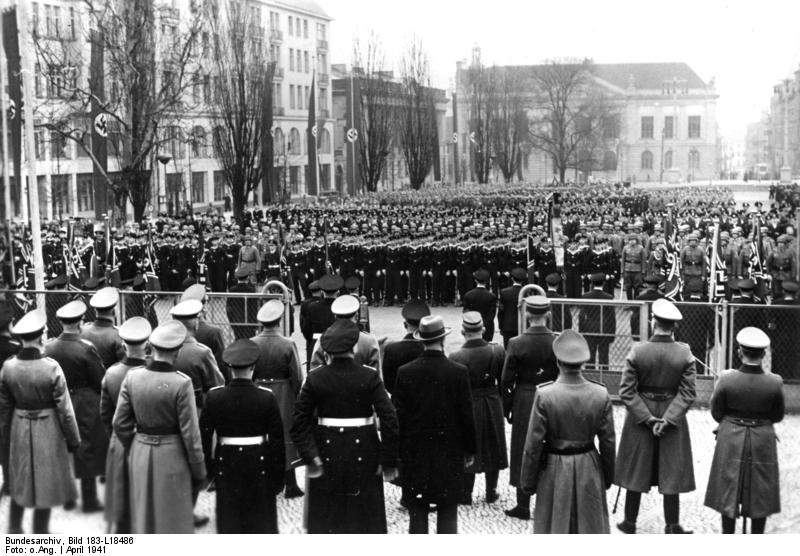
Ansprache Klüpfels während der Marinetage in Posen im April 1941

Nach dem Krieg wurde er in die Reichsmarine übernommen und wurde am 5. Februar 1920 Fregattenkapitän. Ab 1922 gehörte er als Kapitän zur See (Beförderung am 1. April 1921) der deutschen Marinefriedenskommission unter Konteradmiral Max Reymann an. Mit der erneuten Indienststellung vom 6. Januar 1925 bis April 1926 war er Kommandant des Linienschiffs Hessen. Am 30. September 1926 wurde er mit dem Charakter als Konteradmiral aus der Marine verabschiedet.
1941 wurde er bis Kriegsende letzter Bundesführer des NS-Deutschen Marinebundes.